# Автошлях B56 (Німеччина)
Федеральна траса 56 (Б 56, нім. Bundesstraße 56) — німецька федеральна автомагістраль, що веде від голландського кордону в Зельфкант-Тюддерні через Юліх (де перетинає A 44), Дюрен (перетинає A 4), Euskirchen (перетинає A 1) і Свісствль - Міль (перетинає A 61) до Бонна. Там він перетинає Рейн (міст Кеннеді), а потім продовжує рух через Санкт-Августин і Зігбург (де він перетинає A 3) до Віля до A 4.

## Історія

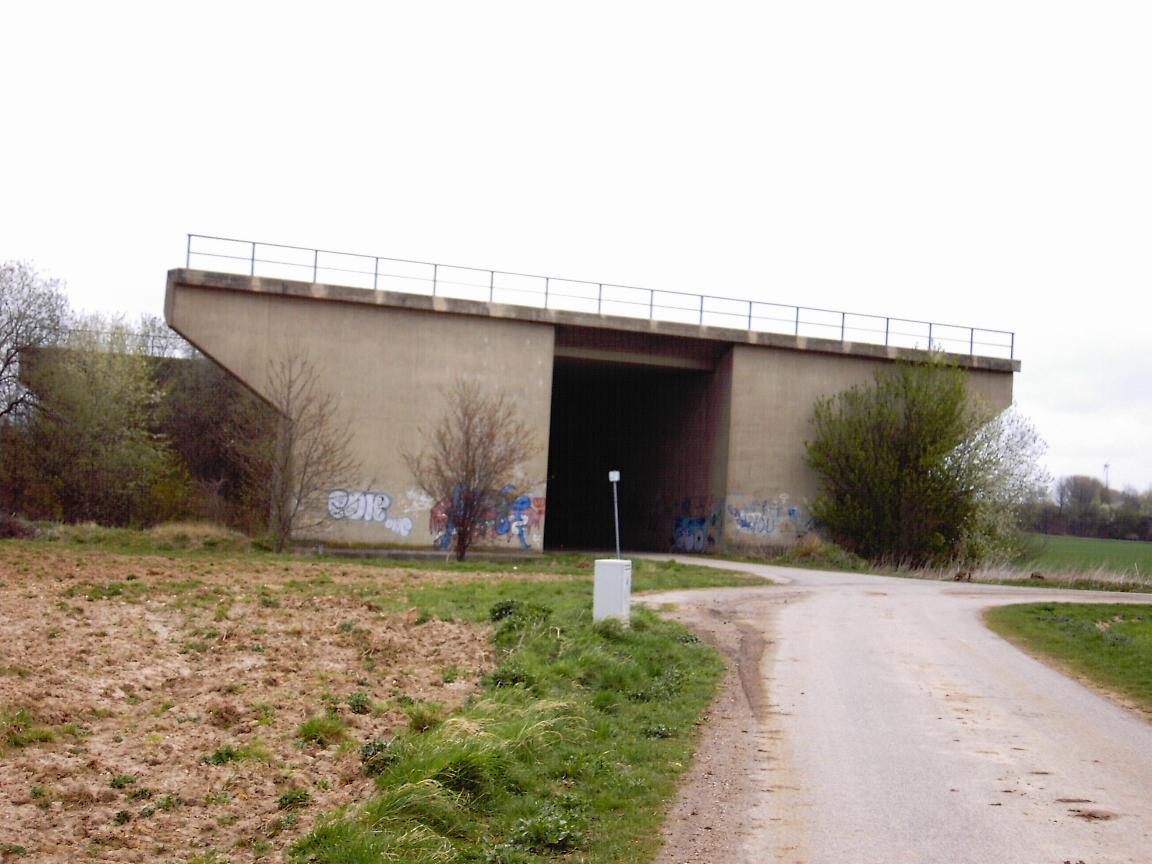
Будівництво мосту поблизу Ойскірхена

Походження сьогоднішнього Б 56 полягає у запровадженні Веймарською республікою 17 так званих «дорог далекого сполучення» (FVS). Січень 1932 року. Послідовну нумерацію вперше ввели в Німеччині. У 1934 році вулиця була перейменована на Reichsstraße 56. Спочатку він пролягав від Аахена через Дюрен до Бонна, а звідти до Зігбурга. Ділянка між Дюреном і Ойскірхеном була модернізована до шоссе в 1935 році, наступна ділянка між Ойскірхеном і Бонном була побудована між 1933 і 1938 роками як частина дорожнього сполучення від Бонна до Шлейдена (див. також B266) розширено до сільської дороги з твердим покриттям.

## Федеральна траса 56n
Доповнення до Б 56 федеральна траса 56n (B 56n) проходить через Північний Рейн-Вестфалію двома ділянками:
- Зельфкантаутобан від нідерландсько-німецького кордону в Сіттарді за голландською N 297 до А2 і вливаючись на перехресті Хайнсберга в A 46. (18 кілометрів)
- від Zülpich до розв’язки автостради Euskirchen на A 1 на відстані близько семи кілометрів.

## Планування та проекти нового будівництва
Об’їзна дорога Дюрен-Ост передбачає, що B 56 пройде навколо Дюрена, оскільки неможливо розширити дорогу з чотирьох до шести смуг у межах Дюрена. Для цього між шляхопроводом Heerweg і розв’язкою B 56/Eisenbahnstrasse, буде створено новий переїзд, який забезпечить рух транспорту (від A 4 приїзд) дві смуги до старої Б 56 веде трьома смугами до Б 56n веде до Ойскірхена і включає смугу лівого повороту, яка веде вниз до Гейрвега. На цьому ж перехресті є дві смуги, що йдуть у протилежних напрямках до А 4, дві смуги в напрямку колишньої Б 56 та смуга для правого повороту в напрямку Гейрвега.